# 全天周映画
全天周映画（ぜんてんしゅうえいが）とは、ドーム状のスクリーンに映し出される巨大映画のこと。

## 概要
全天周映画は、全天周映写機によりプラネタリウムなどのドームスクリーンに映し出される。その際のドームスクリーンは傾斜式で、座席が階段状に並んでいるものが一般的である。最も大きなものの場合、大きさが通常の映画館のスクリーンの10倍、高さは8階建てのビルと同じになり、ドーム専用の立体音響に加え、高画質の映像が視野いっぱいに広がり、映像の中にいるような感覚を味わうことができる。
フィルム式の投影装置が主流だった時代は魚眼レンズを撮影、投影に使用していたが、デジタル式の投影装置が普及してからはドーム内の投影エリアを分割してドームの周囲に設置された複数のデジタル式投影装置で投影するシステムが普及した。

## 特徴
基本的に全天周映画には高画質が要求されるため、巨大なフィルムサイズが採用され、撮影用のカメラも魚眼レンズを使用する。一方、自由度の高いCGにより、幻想的な空間を演出することも可能であり、3Dアルゴリズムを利用した全天周立体映画も存在する。全天周映画は、巨大な背景を持つため、飛行感覚や自然界の様子を再現する映像において非常に秀でているが、その反面、シーンの切り替えが多い映像や、人物の表情のアップなどについては、効果的とは言い難い。またフィルムで撮影された作品の場合、フィルムマガジンのフィルムの長さの制約により、連続した長時間の撮影ができないため1シーンが短くなる。作品は、ドームスクリーンの都合上、プラネタリウム施設向けの宇宙科学番組が主であったが、2007年頃よりIMAX映画をドーム用に編集した自然ドキュメンタリーなどのコンテンツも増えている。
映画に用いられる大型映像投影機には、IMAX社のオムニマックス、五藤光学研究所のアストロビジョンなどがある。

## 上映施設
主にプラネタリウムや科学館、博物館で教材としての作品が上映されている。全天周映画は、人物描写が不向きなうえに、その後のDVD展開、TV放映も困難であるため、映画としての興行は成り立ちにくい。しかし教材作品の場合は、20 - 30分間、自然景観やCG画像を上映し続けても問題無いうえ、上映作品の変更がプラネタリウムや科学館、博物館にとっては、展示入れ替えのような集客効果も望めるため、導入が相次いでる。

### 国内施設
（全天周大型施設）
- 白神山地ビジターセンター
- 大崎生涯学習センター・パレットおおさき
- 郡山市ふれあい科学館
- 向井千秋記念子ども科学館
- 所沢航空発祥記念館
- さいたま市宇宙劇場
- 多摩六都科学館
- 日本科学未来館
- 相模原市立博物館
- 山梨県立科学館
- 福井県児童科学館
- 中部電力　浜岡原子力館
- 豊橋自然史博物館
- 名古屋港水族館
- 三重県立みえこどもの城
- 大阪市立科学館
- サントリーミュージアム天保山IMAXシアター
- 富田林すばるホール
- 和歌山マリーナシティわかやま館
- 倉敷科学センター
- さぬきこどもの国
- 三瓶自然館サヒメル
- スペースワールド（閉館）
- 長崎市科学館
- 鹿児島市立科学館

（デジタル館）
- 旭川市科学館
- 札幌市青少年科学館
- 盛岡市子ども科学館
- 仙台市天文台
- 新潟県立自然科学館
- 福島市子どもの夢を育む施設・こむこむ
- 日立シビックセンター
- 石川県柳田星の観察館
- 富山市科学博物館
- 長野市立博物館
- つくばエキスポセンター
- ぐんまこどもの国　児童科学館
- さいたま市青少年宇宙科学館
- 川口市立科学館
- 船橋市総合教育センター
- 千葉市科学館
- 渋谷区　新プラネタリウム
- タイムドーム明石
- 世田谷区立教育センター
- 府中市郷土の森博物館
- みさと天文台